# 設楽森林鉄道
設楽森林鉄道（したらしんりんてつどう）は、かつて愛知県北設楽郡設楽町の豊川上流一帯に路線を持っていた2つの森林鉄道の通称で、森林鉄道段戸山線が正式名称。帝室林野管理局（現：名古屋営林局新城営林署)が開設・運営していた。
豊川の上流、段戸山御料林の木材運搬を担っていた森林鉄道。田峰駅起点で御料林南側から搬出する「田峰鰻沢線」と、三河田口駅起点で御料林の北側から搬出する「田口椹尾線」の４つの路線がある。北設楽郡設楽町にあり、宮内省出資の田口鉄道（後の豊橋鉄道田口線）にともに接続し段戸山の北側と南側を回り込む路線から、まとめて「森林鉄道段戸山線（通称：設楽森林鉄道）」と呼ばれていた。

## 路線データ
- 軌間：762mm（ナロー）
- 動力：木炭が大部分、ガソリンは少しの移動や走り初めにしか使われず、田峯は開設から太平洋戦争開戦前の一時期と昭和20年後半以降が主、下りは滑走（鰻沢線折立から田峯は開設時より機関車牽引、田口は戦前の民材の時に犬の豆トロ曳き、昭和30年初期に鉄製トロッコが入ってから往復機関車牽引。

### 森林鉄道段戸山線田峯
- （本線）田峯鰻沢線 … 18.9km
- （支線）栃洞線 … 7.2km　
  - 他に開設時期不明のマルヨ製材の作業軌道（約300ｍ）が昭和18年まであり、マルヨの軌道の終了をみて西川林道との接点の所まで軌道が撤去され、戦後昭和22年頃より再敷設が始まり、昭和28年には新たに作業軌道が1025ｍ新設された。

### 森林鉄道段戸山線田口
- （本線）田口椹尾線 … 5.9km　（戦前の資料に、こちらが本線でさわら尾谷線と記載がある）
  - （支線）山ノ神線 … 約2km　椹尾線より山ノ神谷へ分岐した作業軌道
  - （支線）田口本谷線 … 9.6km　（本谷線開設後、犬戻りと呼ばれる所まで作業軌道が延長されたが、伊勢湾台風の被害を受け廃止。）
    - （支線）新山線 … 約1km　旧本谷事業所付近より支流沿いに。（大部分が桟橋の作業軌道で、正式に地図に記載されず、名称も現場での呼称で通っていた）

## 沿革
- 1931年（昭和6年） - 田峯鰻沢線開業。
- 1932年（昭和7年） - 田峯栃洞線開業。
- 1934年（昭和9年） - 田口椹尾線開業。
- 1940年（昭和15年） - 田口本谷線開業。
- 1959年（昭和34年） - 田峯栃洞線廃止。
- 1960年（昭和35年） - 田峯鰻沢線廃止。
- 1961年（昭和36年） - 田口本谷線廃止。
- 1963年（昭和38年） - 田口椹尾線廃止。

## 接続路線
- 三河田口停車場（田口鉄道 三河田口駅）
- 田峯停車場（田口鉄道 田峰駅）

## 現在
- 田峯鰻沢線は、田峰駅南西に積替土場跡とトンネルが残っている。トンネルの先の路盤は国道420号沿いの北側斜面の段に該当する。おおむね歩行可能だが、木製橋桁はすべて失われているため渡河困難な所もある。鰻沢線から栃洞線にかけ、並行しておでかけ北設三都橋豊邦線が運行されている。
- 田口椹尾線は、設楽町林道椹尾谷線として通行可能。支線本谷線（北へ分岐）は東海自然歩道に該当している部分は歩行可能。本谷線の寒狭川対岸に並行する愛知県道33号瀬戸設楽線におでかけ北設宇連長江線が運行されている。